# آیگدزور، سیونیک
آیگدزور (به ارمنی: Այգեձոր) یک روستا در ارمنستان است که در استان سیونیک واقع شده‌است.  در ۱ کیلومتری شمال غرب روستای واردانیدزر واقع شده است.

## خصوصیات
آیگدزور  ۹ نفر جمعیت دارد و در ارتفاع ۱۰۸۵ متر بالاتر از سطح دریا قرار گرفته است.